# OneWeb
OneWeb es una compañía de comunicaciones globales fundada por Greg Wyler ubicada en Londres, Reino Unido, y en McLean, Virginia, Estados Unidos. Es una empresa conjunta con Airbus Defence and Space y se conocía anteriormente como WorldVu Satellites.
OneWeb comenzó los lanzamientos de la constelación de satélites OneWeb, una red de más de 650 satélites en órbita terrestre baja, en febrero de 2019, y para marzo de 2020, ha lanzado 74 de los 648 satélites planeados en la constelación inicial.
El objetivo de OneWeb era proporcionar servicios de Internet a "todo el mundo, en todas partes" entregando conexiones de Internet a lugares rurales y remotos, así como a una serie de mercados.
OneWeb se declaró en bancarrota el 27 de marzo de 2020, tras una crisis de efectivo en medio de dificultades para reunir capital para completar la construcción y el despliegue del 90% restante de la red. La empresa ya había despedido a aproximadamente el 85% de sus 531 empleados, pero dijo que mantendrá las capacidades operativas de los satélites mientras el tribunal la reestructura y se buscan nuevos propietarios para la constelación.
El 3 de julio de 2020, un consorcio encabezado por el gobierno nacional británico y Bharti Global ganó la subasta para comprar la empresa en quiebra, y se espera que cada una de las dos partes invierta 500 millones de dólares para una inversión combinada de 1.000 millones de dólares.

## Historia
La compañía fue fundada en 2012 bajo el nombre de WorldVu y basada en las Islas del Canal británicas.
En 2015, OneWeb obtuvo 500 millones de dólares de financiación y acordó comprar ciertos servicios de lanzamiento futuros a empresas existentes de la industria aeroespacial Arianespace y Virgin Galactic.  En junio de 2015, OneWeb también llegó a un acuerdo con Airbus Defence and Space para la construcción de sus satélites de Internet de banda ancha después de un concurso entre los fabricantes americanos y europeos.
En julio de 2016, un año después del anuncio inicial, OneWeb declaró que estaban en la fecha prevista. En diciembre de 2016, OneWeb recaudó 1.000 millones de dólares de SoftBank Group Corp. y 200 millones de dólares de los inversores existentes.
En febrero de 2017, OneWeb anunció que esperaba vender toda su capacidad antes del lanzamiento, pero la única capacidad anunciada que se vendió fue para una empresa conjunta Gogo y Intelsat. Wyler anunció que estaba considerando casi cuadruplicar el tamaño de la constelación de satélites agregando 1972 satélites adicionales a los que tiene derechos de prioridad. Con la recaudación original de capital de 500 millones de dólares en 2015, más la inversión de mil millones de dólares de SoftBank en 2016, los anteriores "inversores se comprometieron a una suma adicional de 200 millones de dólares, con lo que el capital total de OneWeb se elevó 1.7 mil millones de dólares". A merger arrangement with Intelsat that had been in negotiations during May 2017 collapsed in June and did not go forward.

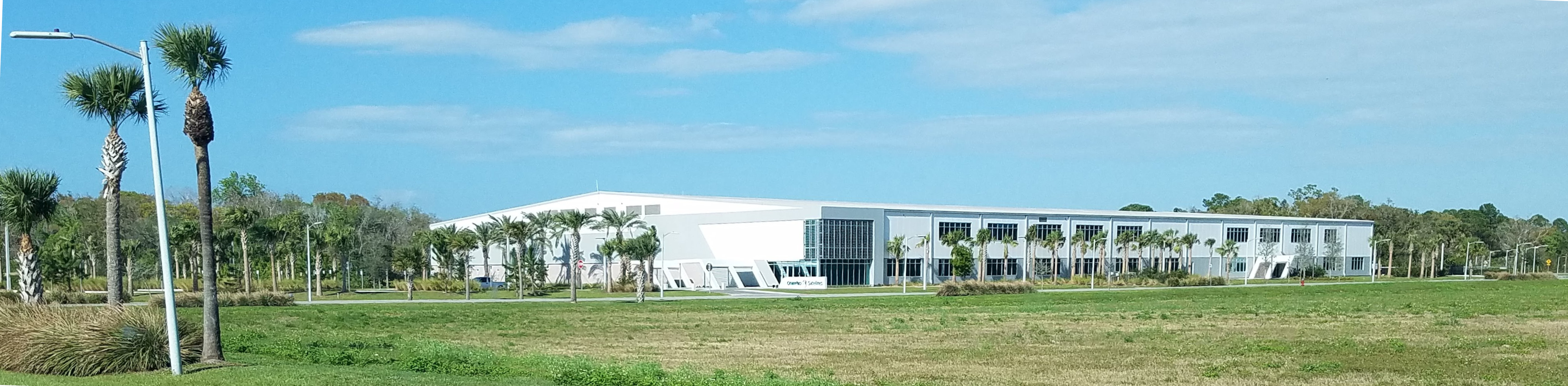
OneWeb satellite manufacturing facility in Merritt Island, Florida

En 2019, OneWeb había formado una empresa conjunta - OneWeb Satellites - con la empresa europea Airbus Defence and Space para fabricar sus satélites en mayor volumen y a menor costo que cualquier otro satélite construido previamente por Airbus. Se construyó una instalación de fabricación en Merritt Island, Florida. La producción inicial de satélites en la nueva instalación comenzó a mediados de 2019 y para enero de 2020, la fábrica alcanzó el objetivo de producción de dos satélites por día.
El 27 de febrero de 2019, OneWeb lanzó con éxito sus seis primeros satélites a la órbita terrestre baja desde el Centro Espacial de Guayana en Guayana Francesa utilizando un cohete Soyuz-2. The same day OneWeb announced that it signed its first two client agreements marking the beginning of its commercialization. El 18 de marzo de 2019, OneWeb anunció que había asegurado 1.250 millones de dólares de financiación tras un exitoso primer lanzamiento. La financiación procedía de los inversores existentes SoftBank y Qualcomm, así como Grupo Salinas y el gobierno de Ruanda.
Para agosto de 2019, la compañía tenía 6 de sus satélites emitiendo en las frecuencias correctas durante 90 días, cumpliendo con las condiciones de "usar o perder" el espectro establecidas por las Naciones Unidas' Unión Internacional de Telecomunicaciones. (ITU). This secured the vital rights OneWeb needed to operate its global satellite broadband network.
En febrero y marzo de 2020, la compañía lanzó 68 satélites adicionales a la órbita, declarando que disminuiría la velocidad para que se hiciera una modificación menor de diseño antes de planificar un nuevo lanzamiento en mayo de 2020.

### Bancarrota
En marzo de 2020, durante la pandemia de COVID-19 y la caída del mercado de valores de 2020, OneWeb se enfrentó a una crisis de liquidez y consideró la bancarrota. En el momento de la presentación de la quiebra, la empresa había reducido su plantilla de 531 empleados a 74. El efecto sobre los diez lanzamientos previamente planeados para el 2020 no fue discutido públicamente.
El 27 de marzo de 2020, OneWeb Global Limited y 18 filiales se declararon en quiebra en el Tribunal de Quiebras de los Estados Unidos para el Distrito Sur de Nueva York. La compañía culpó a la pandemia de COVID-19, pero la estructura de alto costo de la Competencia de mercado de lanzamientos espaciales de OneWeb y los satélites en relación con el tamaño del mercado y otra competencia emergente - principalmente la constelación SpaceX's auto-lanzada Starlink - se pensó que era un desafío antes de la aparición de la pandemia. OneWeb Satellites, la empresa conjunta entre OneWeb y Airbus Defence and Space para construir los satélites, dijo que había hecho permisos temporales debido a la pandemia pero que no se debían a la declaración de quiebra.
El 3 de julio de 2020, el Gobierno británico anunció que había adquirido una participación del 45% en OneWeb Global por 500 millones de dólares en una empresa conjunta con Bharti Global de India que tendría el 55%, estando el acuerdo sujeto a la aprobación del Tribunal de Quiebras de los Estados Unidos y a la aprobación de las autoridades reguladoras. Se informó que el Reino Unido reutilizaría los satélites para su propio Sistema Global de Navegación por Satélite.

## Satélites

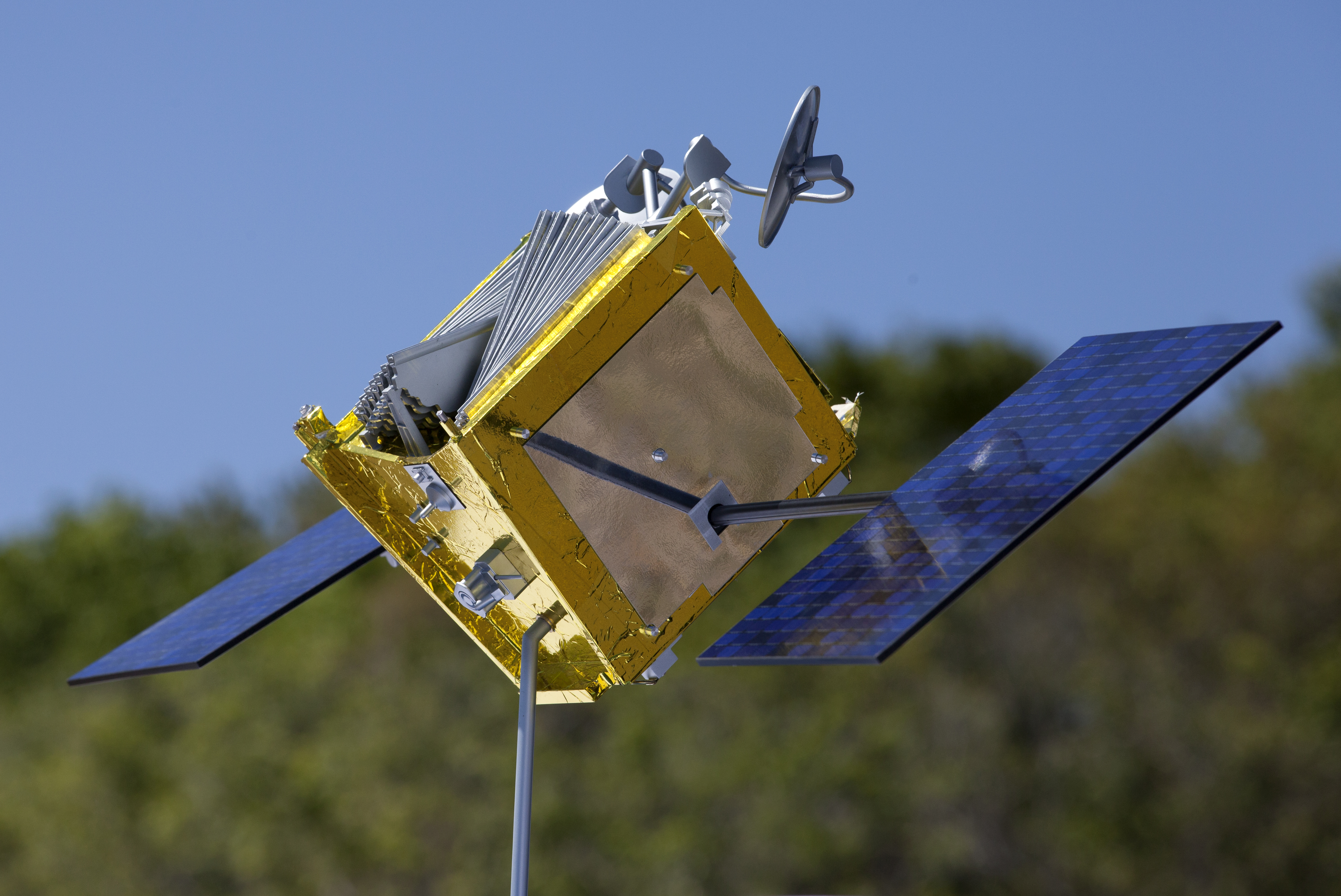
Maqueta de un satélite de OneWeb

En 2016, OneWeb planeó una cadencia de lanzamiento de 30-36 satélites al mes para crear una constelación inicial de 650 satélites. Los satélites operan en Orbita terrestre baja (LEO). OneWeb eligió una altitud de 1200 km para sus satélites porque hay una población mínima existente de satélites y desechos espaciales a esa altitud.
Al igual que las constelaciones de satélites de comunicaciones existentes basados en la órbita terrestre baja (LEO), los satélites OneWeb están más cerca de la Tierra y, por lo tanto, proporcionarán retrasos de transmisión mucho menores que los servicios de banda ancha de los satélites geoestacionarios. Ya en enero de 2020, OneWeb seguía planeando proporcionar 10 veces el ancho de banda y una décima parte de la latencia de los satélites geoestacionarios existentes.
La fábrica de OneWeb en el Parque de Exploración en Merritt Island, Florida, abrió en julio de 2019, justo a las puertas del Centro Espacial Kennedy de la NASA. La fábrica es una empresa conjunta con Airbus y tiene una capacidad de producción de dos satélites al día. Los satélites serán programados para detectar el final de su vida útil después de 5-7 años en órbita, y desorbitarse desde el espacio y para que se quemen en la atmósfera a medida que descienden hacia la Tierra.

## Espacio responsable
En junio de 2019, OneWeb puso en marcha su iniciativa Espacio Responsable para esbozar los enfoques específicos que planea adoptar para promover la sostenibilidad y las operaciones seguras en el espacio. Espacio Responsable cubre el diseño y las prácticas operacionales, incluyendo la eliminación de un satélite dentro de los 5 años siguientes a la finalización de su misión; el desarrollo de un "ecosistema" dentro de la industria espacial que apoye la sostenibilidad; y la colaboración con otros operadores espaciales. Como ejemplo, OneWeb planea incluir un dispositivo de sujeción en sus satélites para que un tercer satélite pueda agarrarlo y tirar de él fuera de la órbita, en caso de que el satélite no responda.